# Línea 9 del Metro de Santiago
La Línea 9 será una nueva línea que formará parte del Metro de Santiago y contará con una extensión aproximada de 27 kilómetros, conectando las comunas de Recoleta por el norte y Puente Alto por el sur de la capital chilena.
Conectará con la línea 1 en Santa Lucía, con la línea 3 en Matta y Puente Cal y Canto (también con las líneas 2 y 7), con la línea 4 en Plaza de Puente Alto, con la línea 4A en Santa Rosa y la línea 6 en Bío Bío. El color distintivo es el rosado.

## Historia

### Antecedentes (1960-2013)
La idea de trazar una línea de metro por el eje de la avenida Santa Rosa fue planteada desde los inicios del sistema, cuando Juan Parrochia propuso una «Línea 12» por dicha avenida en 1940. En 2006, la Secretaría Interministerial de Planificación de Transporte (Sectra) planteó la construcción de una línea de metro por el eje Santa Rosa, la cual fue finalmente pospuesta debido a la crisis del Transantiago. En 2013, el Plan Maestro de Transporte Santiago 2025 también planteó un sistema de transporte masivo por dicho eje, considerando alternativas como un tranvía o tren ligero.
Paralelamente, la municipalidad de La Pintana, una de las comunas de menos recursos del Gran Santiago y de las pocas sin conexión a la red de Metro a la fecha, estuvo constantemente reclamando la necesidad de la construcción de una línea hacia su territorio.

### Anuncio oficial y modificaciones al trayecto (2018-2019)
La construcción de la Línea 9 fue finalmente anunciada en junio de 2018 por el presidente Sebastián Piñera, en conjunto con la construcción de la Línea 8. En su presentación, la línea tendría una extensión cercana a los 17 kilómetros y contaría con 12 estaciones.
Tras la presentación, diversas personas e instituciones plantearon propuestas para modificar o extender la propuesta: la alcaldesa Claudia Pizarro de La Pintana solicitó la construcción de 3 estaciones dentro de su comuna, en lugar de las dos planificadas originalmente. En tanto, expertos en transporte mencionaron la posibilidad de que la línea fuese extendida hacia el norte hasta la estación Patronato de la Línea 2, combinando también con la Línea 5 en la estación Bellas Artes, cosa que finalmente no ocurrió.
En julio de 2019, Metro publicó las primeras licitaciones referentes a la construcción de la Línea 9, en la cual se señalaba que el número de estaciones serían 14, ubicadas a lo largo de la avenida Santa Rosa, entre la Alameda y un kilómetro al sur de calle Lo Blanco, en La Pintana. Adicionalmente, se indicó que la cola de maniobras al norte de la Santa Lucía seguiría por calle Enrique Mac Iver, cruzando el centro histórico de Santiago hasta llegar al borde del río Mapocho, doblando hacia el poniente. La dirección final de la cola de maniobras estaría en línea con lo dicho por Louis de Grange, presidente de Metro, respecto a una futura extensión de la Línea 9 hacia la estación Puente Cal y Canto. Sin embargo, posteriores licitaciones estipularon que la cantidad de estaciones de la Línea 9 sería de 13, entregando además ubicaciones estimadas de dichas estaciones. Asimismo, se eliminó una estación originalmente pensada en el tramo entre Santa Lucía y Matta.

### Postergación y reactivación del proyecto (2019-2025)

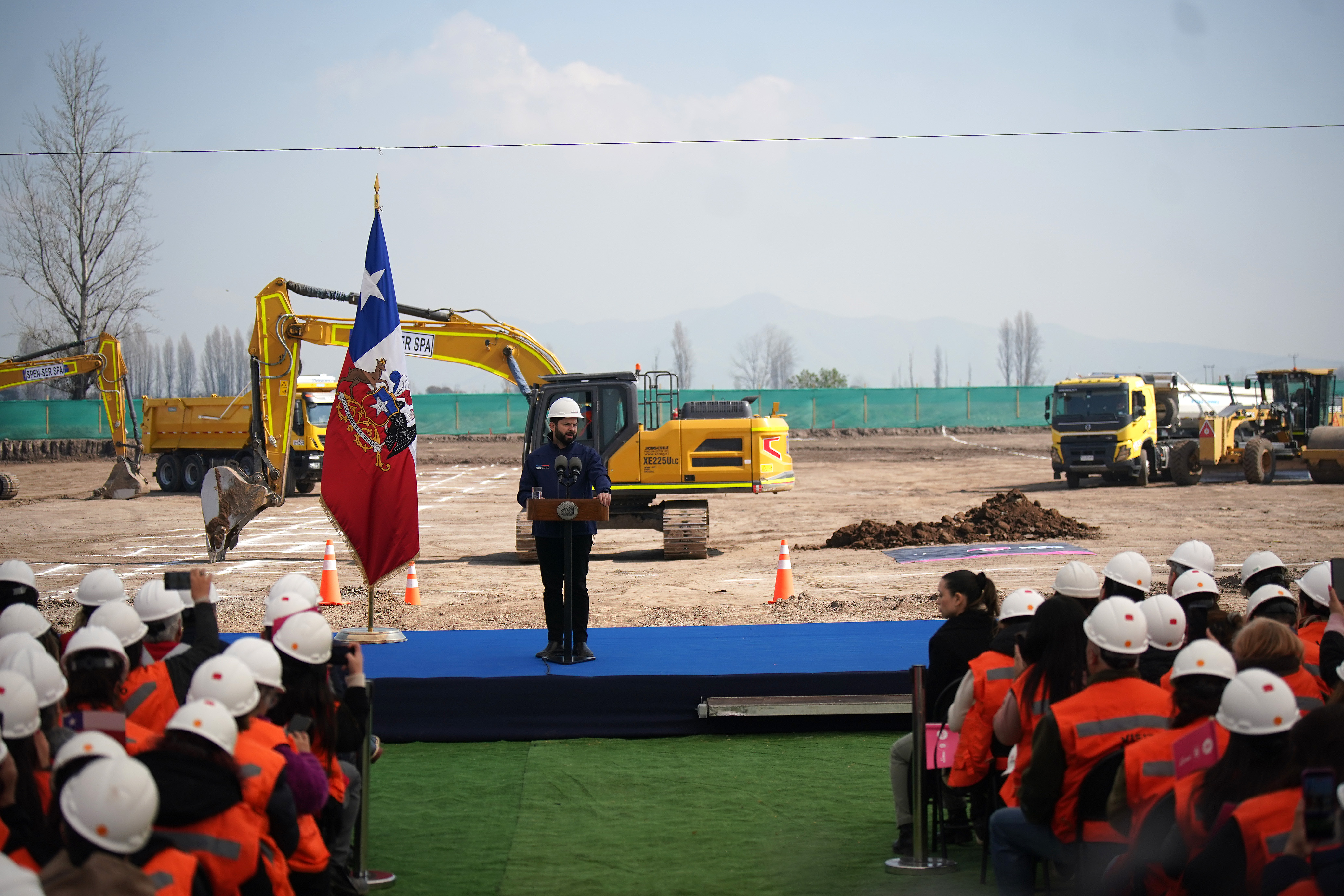
Ceremonia de inicio de obras de la construcción de la Línea 9 del tramo Bío Bío-Plaza La Pintana, el 19 de agosto de 2025.

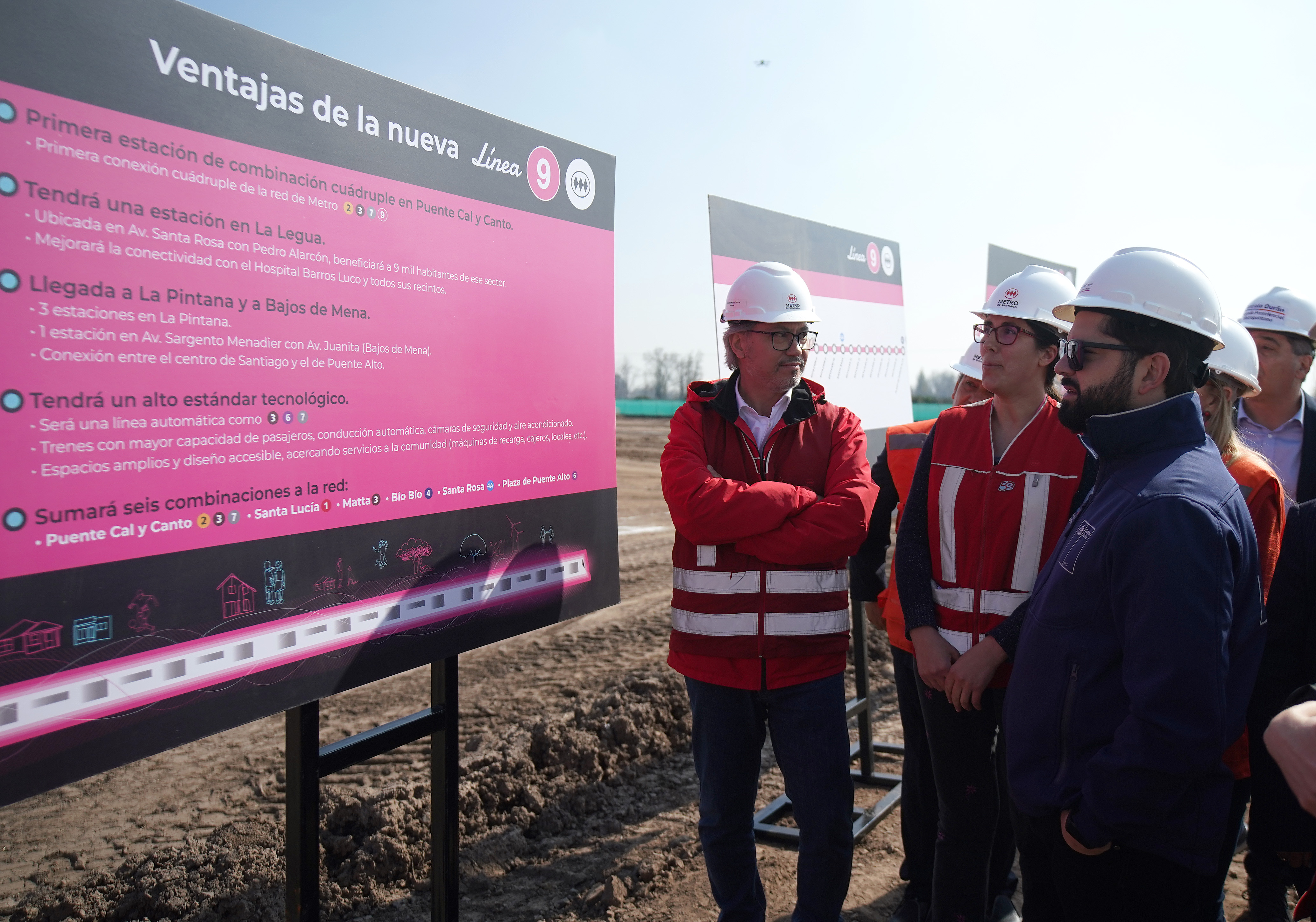
Autoridades en inicio de obras de Línea 9 en la comuna de La Pintana.

Debido a las manifestaciones de octubre de 2019 en Santiago que afectaron al Metro de Santiago, el 9 de marzo de 2020, la empresa declaró desierta las licitaciones para las líneas 8 y 9. Esto debido en gran parte a que los recursos fueron destinados a reparar los daños causados por los múltiples ataques incendiarios que sufrieron varias estaciones en la crisis social. Si bien la fecha de inauguración se mantuvo desconocida, en diciembre de 2020 las autoridades reconocieron que el proceso para esta línea se retrasaría un año debido a la crisis social y la pandemia.
El 5 de septiembre de 2021, Metro anunció que el proceso de licitación fue reactivado, por lo que la Línea 9 sería inaugurada en 2030. En noviembre del mismo año, se realizó el llamado a licitación para ingeniería básica de obras civiles.
El 9 de agosto de 2023 se anunció que la línea tendría nuevos cambios en su trazado. Al original se sumó la extensión por el norte hasta la estación Puente Cal y Canto combinando con líneas 2, 3 y 7. Mientras que en el sur, el trayecto fue extendido hasta Plaza de Puente Alto, combinando con la Línea 4. Se espera que sea inaugurada por tramos: las 10 estaciones entre Bio-Bío y Plaza de La Pintana serían inauguradas en 2030, mientras que la sección de 4 estaciones desde Bío-Bío al norte abriría sus puertas en 2032 y la sección de 5 estaciones entre La Pintana y Puente Alto será inaugurada en 2033. Con la modificación al proyecto original, la Línea 9 tendrá 19 estaciones en 27 kilómetros de longitud.
En mayo de 2025 se informó que la línea contaba con la resolución de calificación ambiental. Lo anterior permitirá el inicio de obras en el primer tramo comprendido entre la estación Bío-Bío y la plaza de La Pintana.

### Construcción (2025-presente)
El 19 de agosto de 2025, en una ceremonia encabezada por el presidente Gabriel Boric, se dio inicio a la construcción de la Línea 9, específicamente, al primer tramo entre Bío Bío y Plaza de La Pintana.
Las primeras críticas al diseño surgieron por parte del profesor del Instituto de Estudios Urbanos UC, Luis Fuentes, y el ingeniero en transportes, Ariel López, quienes mencionan como una oportunidad perdida la falta de una estación en el Hospital Provincia Cordillera, quedando a 1,2 km de distancia de la estación "Ejército", la más cercana en Puente Alto.

## Hitos urbanos
La Línea 9 transitará por gran parte de la avenida Santa Rosa y conectará el tren subterráneo con varios sectores de Santiago que carecían de una conexión al Metro.
De norte a sur, el recorrido pasará por el Centro Cultural Estación Mapocho, el Cerro Santa Lucía, la Biblioteca Nacional el Hospital Clínico San Borja Arriarán, el Barrio Franklin, la población La Legua, el Hospital Padre Hurtado, el Campus Antumapu de la Universidad de Chile el Centro Cívico de La Pintana, el sector El Castillo, el sector Bajos de Mena y la Plaza de Armas de Puente Alto.

## Estaciones
Las futuras estaciones de la Línea 9 serán las siguientes (los nombres definitivos serán anunciados luego de un proceso de participación ciudadana que se realizará para definir los nombres):
| Estación (nombres tentativos) | Inauguración | Acceso para discapacitados | Ubicación                                     | Comuna                                     | Comb. | Estación        | Tipo de estación |
| ----------------------------- | ------------ | -------------------------- | --------------------------------------------- | ------------------------------------------ | ----- | --------------- | ---------------- |
| Puente Cal y Canto            | est. 2032    | Acceso para discapacitados | Av. Santa María con Av. Recoleta              | Recoleta                                   |       | En licitación   | Subterránea      |
| Santa Lucía                   | est. 2032    | Acceso para discapacitados | Av. Santa Rosa con Alameda                    | Santiago                                   |       | En licitación   | Subterránea      |
| Matta                         | est. 2032    | Acceso para discapacitados | Av. Santa Rosa con Av. Matta                  | Santiago                                   |       | En licitación   | Subterránea      |
| Ñuble                         | est. 2032    | Acceso para discapacitados | Av. Santa Rosa con Ñuble                      | Santiago                                   |       | En licitación   | Subterránea      |
| Bío Bío                       | est. 2030    | Acceso para discapacitados | Av. Santa Rosa con Centenario                 | San Miguel                                 |       | En construcción | Subterránea      |
| La Legua-Pedro Alarcón        | est. 2030    | Acceso para discapacitados | Av. Santa Rosa con Alcalde Pedro Alarcón      | San Miguel/San Joaquín                     |       | En construcción | Subterránea      |
| La Legua                      | est. 2030    | Acceso para discapacitados | Av. Santa Rosa con Av. Salvador Allende       | San Miguel/San Joaquín                     |       | En construcción | Subterránea      |
| Departamental                 | est. 2030    | Acceso para discapacitados | Av. Santa Rosa con Av. Departamental          | San Miguel/San Joaquín                     |       | En construcción | Subterránea      |
| Lo Ovalle                     | est. 2030    | Acceso para discapacitados | Av. Santa Rosa con Av. Lo Ovalle              | La Granja/San Ramón/San Joaquín/San Miguel |       | En construcción | Subterránea      |
| Linares                       | est. 2030    | Acceso para discapacitados | Av. Santa Rosa con Linares                    | La Granja/San Ramón                        |       | En construcción | Subterránea      |
| Santa Rosa                    | est. 2030    | Acceso para discapacitados | Av. Santa Rosa con Av. Américo Vespucio       | La Granja/San Ramón                        |       | En construcción | Subterránea      |
| Hospital Padre Hurtado        | est. 2030    | Acceso para discapacitados | Av. Santa Rosa con Esperanza                  | La Granja/San Ramón                        |       | En construcción | Subterránea      |
| Observatorio                  | est. 2030    | Acceso para discapacitados | Av. Santa Rosa con Av. Observatorio           | La Pintana                                 |       | En construcción | Subterránea      |
| Plaza La Pintana              | est. 2030    | Acceso para discapacitados | Av. Santa Rosa con Baldomero Lillo            | La Pintana                                 |       | En construcción | Subterránea      |
| La Primavera                  | est. 2033    | Acceso para discapacitados | Av. Santa Rosa con La Primavera               | La Pintana                                 |       | En licitación   | Subterránea      |
| Eyzaguirre                    | est. 2033    | Acceso para discapacitados | Av. Santa Rosa con Av. Eyzaguirre             | La Pintana/Puente Alto                     |       | En licitación   | Subterránea      |
| Juanita                       | est. 2033    | Acceso para discapacitados | Sargento Menadier con Av. Juanita             | Puente Alto                                |       | En licitación   | Subterránea      |
| Ejército                      | est. 2033    | Acceso para discapacitados | Sargento Menadier con Av. Ejército Libertador | Puente Alto                                |       | En licitación   | Subterránea      |
| Plaza de Puente Alto          | est. 2033    | Acceso para discapacitados | Av. Concha y Toro con José Luis Coo           | Puente Alto                                |       | En licitación   | Subterránea      |